# Жилино (Кирилловский район)
Жилино — деревня в Кирилловском районе Вологодской области.
Входит в состав Николоторжского сельского поселения, с точки зрения административно-территориального деления — в Волокославинский сельсовет.
Расстояние до районного центра Кириллова по автодороге — 31,3 км, до центра муниципального образования Никольского Торжка по прямой — 5 км. Ближайшие населённые пункты — Сяминское, Сопигино, Большое Осаново.
По переписи 2002 года население — 7 человек.